# Cystopelta petterdi
Cystopelta petterdi är en snäckart som beskrevs av Tate 1881. Cystopelta petterdi ingår i släktet Cystopelta och familjen Cystopeltidae. Inga underarter finns listade i Catalogue of Life.